# Prosenoides curvirostris
Prosenoides curvirostris är en tvåvingeart som först beskrevs av Jacques-Marie-Frangile Bigot 1889.  Prosenoides curvirostris ingår i släktet Prosenoides och familjen parasitflugor. Inga underarter finns listade i Catalogue of Life.